# خوسيه أنطونيو فياريال
خوسيه أنطونيو فياريال (بالإنجليزية: José Antonio Villarreal)‏ (30 يوليو 1924، لوس أنجلوس في الولايات المتحدة - 13 يناير 2010، كاليفورنيا في الولايات المتحدة)؛ روائي أمريكي.